# Літня школа (фільм)
Літня школа (англ. Summer School) — молодіжна комедія 1987 року режисера Карла Райнера з Марком Гармоном у головній ролі.

## Сюжет
Дія фільму відбувається у літній школі. Декілька школярів не склали іспити, покарані адміністрацією школи, а тому повинні пройти у літній школі курс додаткових занять. Під час цих занять розкриваються особисте життя та інтереси старшокласників. Їх випадковому наставнику Фредді Шупу вдається зрозуміти типові проблеми підлітків та мотивувати їх покращити результати в навчанні.

## В ролях
| Актор                | Роль                           |
| -------------------- | ------------------------------ |
| Марк Гармон          | Фредді Шуп                     |
| Кірсті Еллі          | Робін Бішоп                    |
| Робін Томас          | Філ Гіллз, віце-директор школи |
| Кортні Торн-Сміт     | Пем Гаус                       |
| Дін Кемерон          | Френсіс «Бензопила» Гремп      |
| Гері Райлі           | Дейв Фрейзер                   |
| Патрік Лабьорто      | Кевін Вінчестер                |
| Келлі Джо Мінтер     | Деніз Грін                     |
| Шоуні Сміт           | Ронда Альтобелло               |
| Річард Стівен Горвіц | Алан Еакян                     |
| Фабіана Уденіо       | Анна Марія Мазареллі           |
| Карл Райнер          | Містер Діарадоріан             |

## Критика
Rotten Tomatoes дав оцінку 57 % на основі 35 відгуків від критиків і 58 % від більш ніж 25000 глядачів.